# NWA: Straight Outta Compton
Ne doit pas être confondu avec Straight Outta Compton.
Pour plus de détails, voir Fiche technique et Distribution.
NWA - Straight Outta Compton (Straight Outta Compton) est un film américain réalisé par F. Gary Gray, sorti en 2015. Il s'agit d'un film biographique sur le groupe de rap américain N.W.A.

## Synopsis
En 1986, à Compton, l’une des banlieues les plus dangereuses de Los Angeles. Eric « Eazy-E » Wright deale du crack. Il parvient à échapper à une descente de police chez un dealer chez qui il se trouvait. Plus tard, il se rend dans une boîte de nuit avec MC Ren dans laquelle travaille Dr. Dre et DJ Yella. Malgré l'avis du patron des lieux, Alonzo Williams, les deux DJ mettent un morceau de rap sur lequel rappe Ice Cube.
Dre demande ensuite à Eazy-E s'il veut désormais investir dans la musique. Ce dernier accepte et fonde le label Ruthless Records. Eazy-E s'associe alors à Jerry Heller. Dre, Cube, Eazy-E, Yella et MC Ren décident de faire entendre leurs voix pour s'opposer contre l'autorité abusive du gouvernement et de la police. Ils créent alors le groupe de gangsta rap NWA (pour « Niggaz With Attitudes »)...

## Fiche technique
Sauf indication contraire, les informations mentionnées dans cette section peuvent être confirmées par la base de données cinématographiques IMDb,  présente dans la section « Liens externes ».
- Titre français : NWA - Straight Outta Compton
- Titre original : Straight Outta Compton
- Réalisation : F. Gary Gray
- Scénario : Andrea Berloff, Jonathan Herman, S. Leigh Savidge, Sheldon Turner et Alan Wenkus
- Direction artistique : Christopher Brown
- Décors : Shane Valentino
- Costumes : Kelli Jones
- Photographie : Matthew Libatique
- Montage : Billy Fox
- Musique : Joseph Trapanese
- Production : Matt Alvarez, Ice Cube, Dr. Dre, David Engel, Bill Straus et Tomica Woods-Wright

Producteurs délégués : F. Gary Gray, Adam Merims, Ronald G. Muhammad, William Packer, S. Leigh Savidge (co), Alan Wenkus (co)
- Sociétés de production : Circle of Confusion, Cube Vision et Legendary Pictures
- Distribution : Universal Pictures (États-Unis), Universal Pictures International France (France)
- Budget : 29 000 000 $[2],[3]
- Pays d'origine : États-Unis
- Langue originale : anglais
- Format : couleur — 2.35:1 — son Dolby Digital
- Genre : biopic, drame, musical
- Durée : 147 minutes (version cinéma)              165 minutes (version longue)[4]
- Dates de sortie[5] :

 États-Unis : 14 août 2015
 France : 16 septembre 2015
 Belgique : 16 septembre 2015
- (fr) Mention CNC : tous publics avec avertissement (visa d'exploitation no 143009 délivré le 14 septembre 2015)[6]

## Distribution
- O'Shea Jackson Jr. (VF : Namakan Koné, VQ : Christian Perrault) : Ice Cube
- Corey Hawkins (VF : Diouc Koma, VQ : Adrien Bletton) : Dr. Dre
- Jason Mitchell (VF : Mohad Sanou, VQ : Hugolin Chevrette) : Eazy-E
- Neil Brown, Jr. (VF : Franck Soumah, VQ : Nicholas Savard L'Herbier) : DJ Yella
- Aldis Hodge (VF : Cyril Guei, VQ : Martin Desgagné) : MC Ren
- Marlon Yates Jr. (VF : Bruno Henry ; VQ : Fayolle Jean Jr.) : The D.O.C.
- R. Marcus Taylor (VF : Rody Benghezela ; VQ : Tristan Harvey) : Suge Knight
- Carra Patterson : Tomica Woods, la femme d'Eazy-E
- Alexandra Shipp : Kim Woodruff, la femme d'Ice Cube
- Paul Giamatti (VF : Gérard Darier, VQ : Pierre Auger) : Jerry Heller
- Corey Reynolds (VF : Daniel Lobé ; VQ : Gilbert Lachance) : DJ Lonzo Williams
- Cleavon McClendon (VF : Jean-Michel Vaubien) : Jinx
- Angela Elayne Gibbs : Doris Jackson
- Keith Stanfield (VF : Ricky Tribord ; VQ : David Laurin) : Snoop Dogg
- Sheldon A. Smith (VF : Eilias Changuel ; VQ : Nicolas Bacon) : Warren G
- Rogelio Douglas Jr. : Chuck D
- Keith Powers : (VF : Jimmy Woha-Woha) Tyree Crayon, le demi frère de Dr. Dre
- Marcus Callender : HBO Rapper
- Mark Sherman (VF : Loïc Houdré ; VQ : Antoine Durand) : Jimmy Iovine
- Marcc Rose (VF : Asto Montcho) : Tupac Shakur (redoublé par Darris Love en anglais)
- Brandon LaFourche : Arabian Prince
- Ashton Sanders : un jeune homme dans le bus
- F. Gary Gray : Greg Mack (caméo)

 Source et légende : version française (VF) sur RS Doublage
 Source et légende : version québécoise (VQ) sur Doublage.qc.ca

## Production

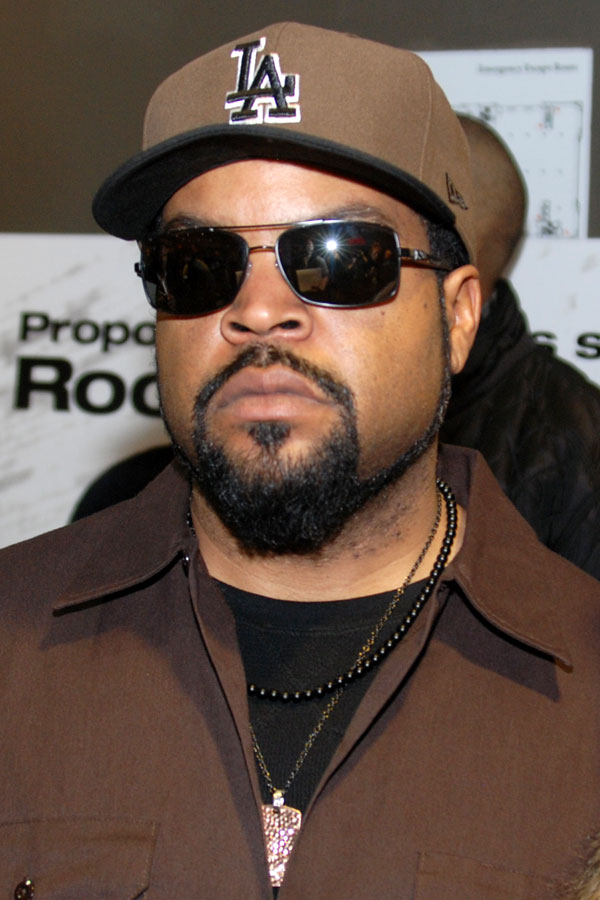
Ice Cube en 2014

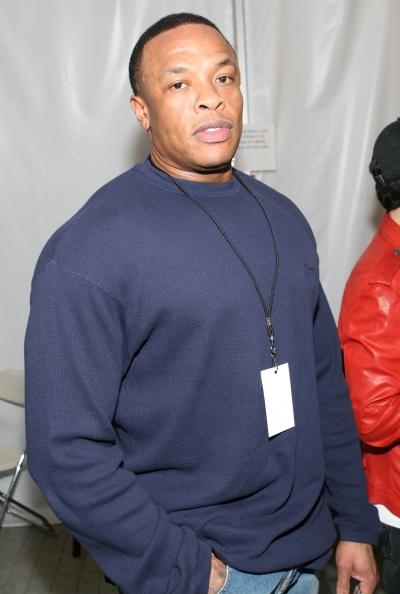
Dr. Dre en 2012

### Genèse et développement
En mars 2009, il est révélé qu'un film sur NWA est en projet chez New Line Cinema, avec un script de S. Leigh Savidge et Alan Wenkus et Tomica Woods-Wright (veuve d'Eazy-E), Ice Cube et Dr. Dre à la production.
En mai 2010, Andrea Berloff est annoncée comme scénariste d'une nouvelle version du scénario. En septembre 2011, le réalisateur et scénariste John Singleton déclare en interview qu'il devait réaliser le film : « I can’t talk about it too prematurely about the stuff I’m doing because nothing’s come to fruition yet, but Cube and I are talking about doing the NWA story. The script is really, really good, and so we’re just figuring it out. New Line really wants to make it ». Peu de temps après, F. Gary Gray, Craig Brewer ou encore Peter Berg entrent en négociations pour le poste de réalisateur. En avril 2012, F. Gary Gray est officialisé. Ce dernier a déjà travaillé avec Ice Cube sur le film Friday (1995) et avec Dr. Dre pour Le Prix à payer (1996), ainsi que sur certains de leurs clips.

### Attribution des rôles
Le « casting call » débute à l'été 2010. Certaines rumeurs rapportaient que Lil Eazy E (en) pourrait jouer son père Eazy-E tout comme O'Shea Jackson Jr. incarnerait son père Ice Cube. En juin 2014, Dr. Dre dévoile une photographie sur Internet qui réunit lui-même, Ice Cube, F. Gary Gray ainsi que O'Shea Jackson Jr., Jason Mitchell et Corey Hawkins.
Le 15 août 2014, Paul Giamatti rejoint le film dans le rôle de Jerry Heller, le manager du groupe. Le 26 août 2014, Keith Stanfield est quant à lui officialisé dans le rôle de Snoop Dogg.

### Tournage
Le tournage débute le 5 août 2014 à Compton,.
Le 29 janvier 2015, Suge Knight est arrêté par la police de Los Angeles pour le meurtre de son ami et acteur Terry Carter (à ne pas confondre avec Terry Carter) et la tentative de meurtre du réalisateur Cle Sloan. D'après des témoins, le producteur se trouvait sur le tournage du film, en compagnie de Dr. Dre et Ice Cube, lorsqu’une altercation aurait éclaté entre deux hommes et Knight. Knight aurait alors regagné son véhicule pour fuir ses assaillants et aurait renversé deux hommes puis roulé à deux reprises sur les victimes.

### Musique

#### Compton: a Soundtrack by Dr. Dre
Producteur du film, Dr. Dre décide d'enregistrer un album « inspiré » par le film. Compton sort en exclusivité sur iTunes et Apple Music le 7 août 2015, avant une sortie en CD. Quelques chansons, comme Talking To My Diary et Just Another Day, apparaissent dans le film.

#### Autres chansons apparaissant dans le film
- Straight Outta Compton de NWA[20]
- Everybody Loves The Sunshine de Roy Ayers Ubiquity
- Jam-Master Jay de Run–DMC
- Everybody Wants to Rule the World de Tears for Fears
- More Bounce To The Ounce de Zapp
- Al Naafiysh (The Soul) de Hashim
- I Didn't Mean To Turn You On de Cherrelle
- Weak At The Knees de Steve Arrington's Hall of Fame
- Gangsta Gangsta de NWA
- Love You Down de Ready for the World
- Computer Love de Zapp
- Atomic Dog de George Clinton
- The Boyz-N-The-Hood d'Eazy-E
- Closer To Home (I'm Your Captain) de Grand Funk Railroad
- (Not Just) Knee Deep de Funkadelic
- Dopeman de NWA
- Quiet On Tha Set de NWA
- Express Yourself de NWA
- Fuck Tha Police de NWA
- We Want Eazy d'Eazy-E'
- Black Jay de Jamie Laboz
- C'mon Babe de 2 Live Crew
- 8 Ball de NWA
- Red Wine de Martin Santiago
- Ruder Thump de Jason Ruder
- The Nigga Ya Love To Hate de George Clinton
- Flash Light de Parliament
- Real Niggaz de NWA
- Mothership Connection (Star Child) de Parliament
- No Vaseline d'Ice Cube
- Appetite For Destruction de NWA
- Deep Cover de Dr. Dre feat. Snoop Dogg
- Nuthin' but a 'G' Thang de Dr. Dre feat. Snoop Dogg
- One Nation Under A Groove de Funkadelic
- Neighborhood Sniper d'Eazy-E
- Hail Mary de Tupac Shakur
- California Love de Tupac Shakur feat. Dr. Dre et Roger Troutman
- What Would U Do de Tha Dogg Pound
- Flava In Ya Ear de Craig Mack
- C.R.E.A.M. du Wu-Tang Clan
- Barking In Compton de Becky Barksdale
- Keep ya head up de Tupac Shakur

## Accueil

### Box-office
| Pays ou région    | Box-office      | Date d'arrêt du box-office | Nombre de semaines |
| ----------------- | --------------- | -------------------------- | ------------------ |
| États-Unis Canada | 161 197 785 $   | 22 octobre 2015            | 10                 |
| France            | 549 660 entrées | 14 octobre 2015            | 5                  |
| Mondial           | 201 634 991 $   |                            |                    |

## Distinctions

### Nominations
- Teen Choice Awards 2016 :
  - Meilleur film dramatique
- Screen Actors Guild Awards 2016 : 
  - Meilleure distribution
- Oscars 2016 : 
  - Meilleur scénario original